# Per Knudsen
Per Knudsen (26 de agosto de 1966) es un deportista danés que compitió en tiro con arco, en la modalidad de arco compuesto.
Ganó una medalla de plata en el Campeonato Mundial de Tiro con Arco en Sala de 1997. Además, obtuvo una medalla de bronce en el Campeonato Europeo de Tiro con Arco al Aire Libre de 1998 y dos medallas en el Campeonato Europeo de Tiro con Arco en Sala, plata en 1998 y bronce en 2000.

## Palmarés internacional
| Campeonato Mundial en Sala       | Campeonato Mundial en Sala | Campeonato Mundial en Sala | Campeonato Mundial en Sala |
| Año                              | Lugar                      | Medalla                    | Prueba                     |
| -------------------------------- | -------------------------- | -------------------------- | -------------------------- |
| 1997                             | Estambul (Turquía)         | Medalla de plata           | Equipo                     |
| Campeonato Europeo al Aire Libre |                            |                            |                            |
| Año                              | Lugar                      | Medalla                    | Prueba                     |
| 1998                             | Boé/Agen (Francia)         | Medalla de bronce          | Equipo                     |
| Campeonato Europeo en Sala       |                            |                            |                            |
| Año                              | Lugar                      | Medalla                    | Prueba                     |
| 1998                             | Oldenburgo (Alemania)      | Medalla de plata           | Equipo                     |
| 2000                             | Spała (Polonia)            | Medalla de bronce          | Equipo                     |